# Corpus Christi de Granada
La Feria del Corpus Christi de Granada, es  la Fiesta Mayor de la ciudad de Granada, en el que se celebra el Corpus Christi. Esta celebración  es una festividad religiosa celebrada por la Iglesia Católica en honor al Santísimo Sacramento del Altar, es decir, la Eucaristía. Una de las principales tradiciones del Corpus Christi es la procesión, donde se lleva un solemne cortejo la Custodia de Granada, que contiene la forma consagrada, por las calles de la localidad. 
En Granada, cada año  desde el siglo XVI se celebra el Corpus. Se trata de la fiesta mayor de Granada, una explosión de religiosidad, cultura y tradición que se extiende durante una semana entera.  Corpus Christi granadino ofrece una amplia gama de actividades lúdicas y eventos culturales para todos los públicos. La popular Feria del Corpus Christi, con sus casetas, atracciones y actuaciones musicales, se convierte en el epicentro de la fiesta popular. La solemnidad eucarística, que tiene lugar el jueves posterior al octavo domingo de Pascua (es decir, 60 días tras el Domingo de Resurrección), marca el punto álgido de la celebración. La procesión del Corpus Christi, con su imponente Custodia y el fervor de los fieles, recorren las calles del centro histórico, engalanadas para la ocasión. 

## Orígenes y Evolución del Corpus Christi en Granada

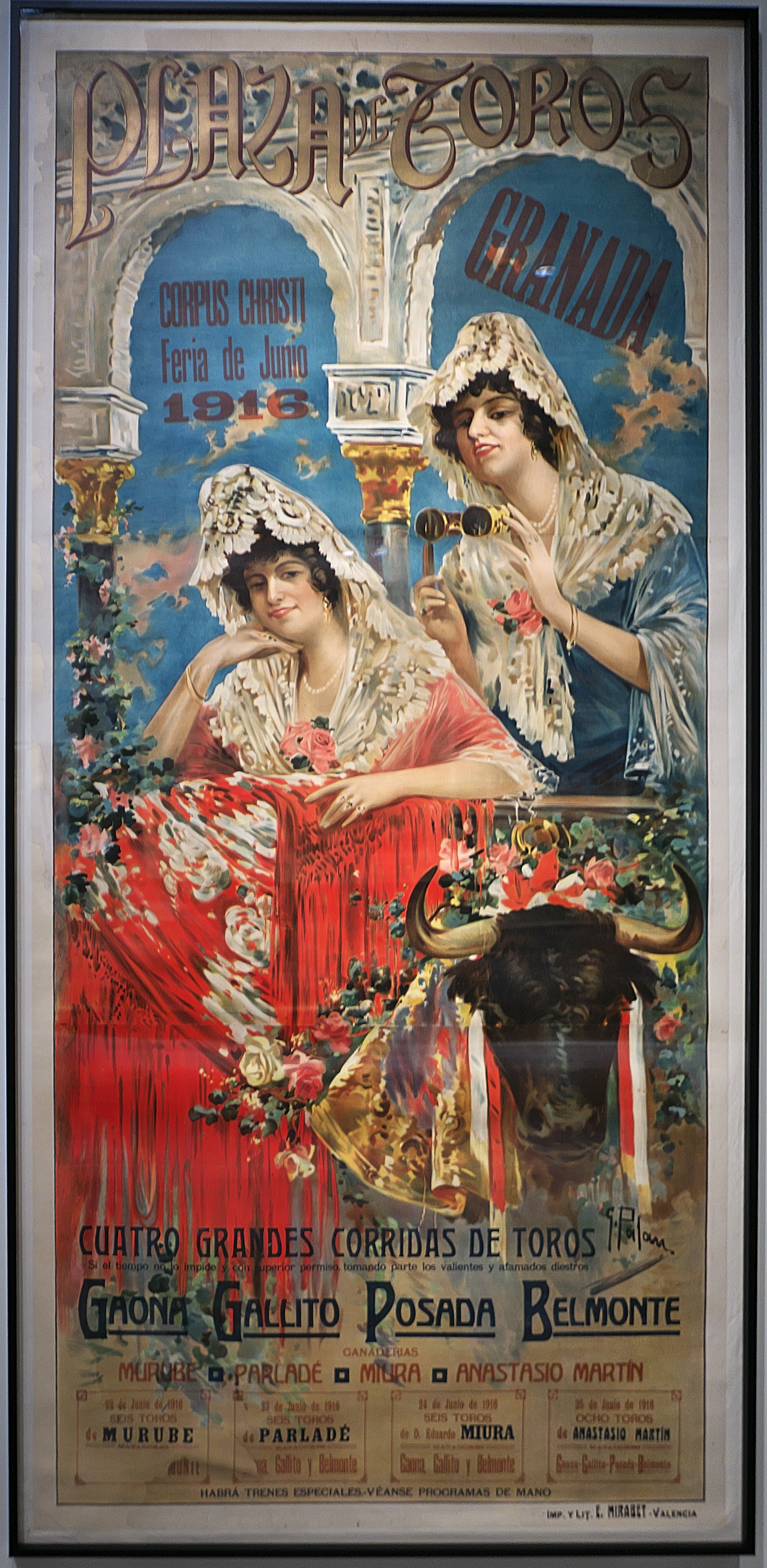
Cartel de la Feria de Granada 1916

La celebración del Corpus Christi en Granada se remonta a la época de la Reconquista, cuando los Reyes Católicos, tras la toma de la ciudad en 1492, instauraron esta festividad como símbolo de la nueva fe cristiana y del poderío de la Iglesia Católica.
Desde sus inicios, la fiesta se caracterizó por su carácter dual, combinando elementos religiosos con profanos. La procesión del Corpus Christi, con la Custodia portada en andas, era el acto central de la celebración. Pero a su alrededor se desarrollaba un rico programa de actividades lúdicas que atraía a la población. Cada año se creaban nuevas escenografías para fascinar e instruir a los asistentes. Estas escenografías, cargadas de simbolismo, buscaban reflejar el poder civil y religioso y reforzar los mensajes religiosos. Textos de los siglos XVII y XVIII describen con detalle estas decoraciones efímeras que se distribuían por las calles de la ciudad.
La plaza Birrambla, la Plaza Mayor de Granada, era el principal escenario de la fiesta. Durante estos días, las fachadas se engalanaban con tapices, colgaduras y espejos, y la plaza se rodeaba de una empalizada. En sus paredes se exhibían adornos simbólicos que completaban la decoración. Arcos triunfales se alzaban en las entradas de las calles, y un altar monumental presidía la plaza de Birrambla, donde el Santísimo Sacramento hacía una parada oficial durante la procesión.

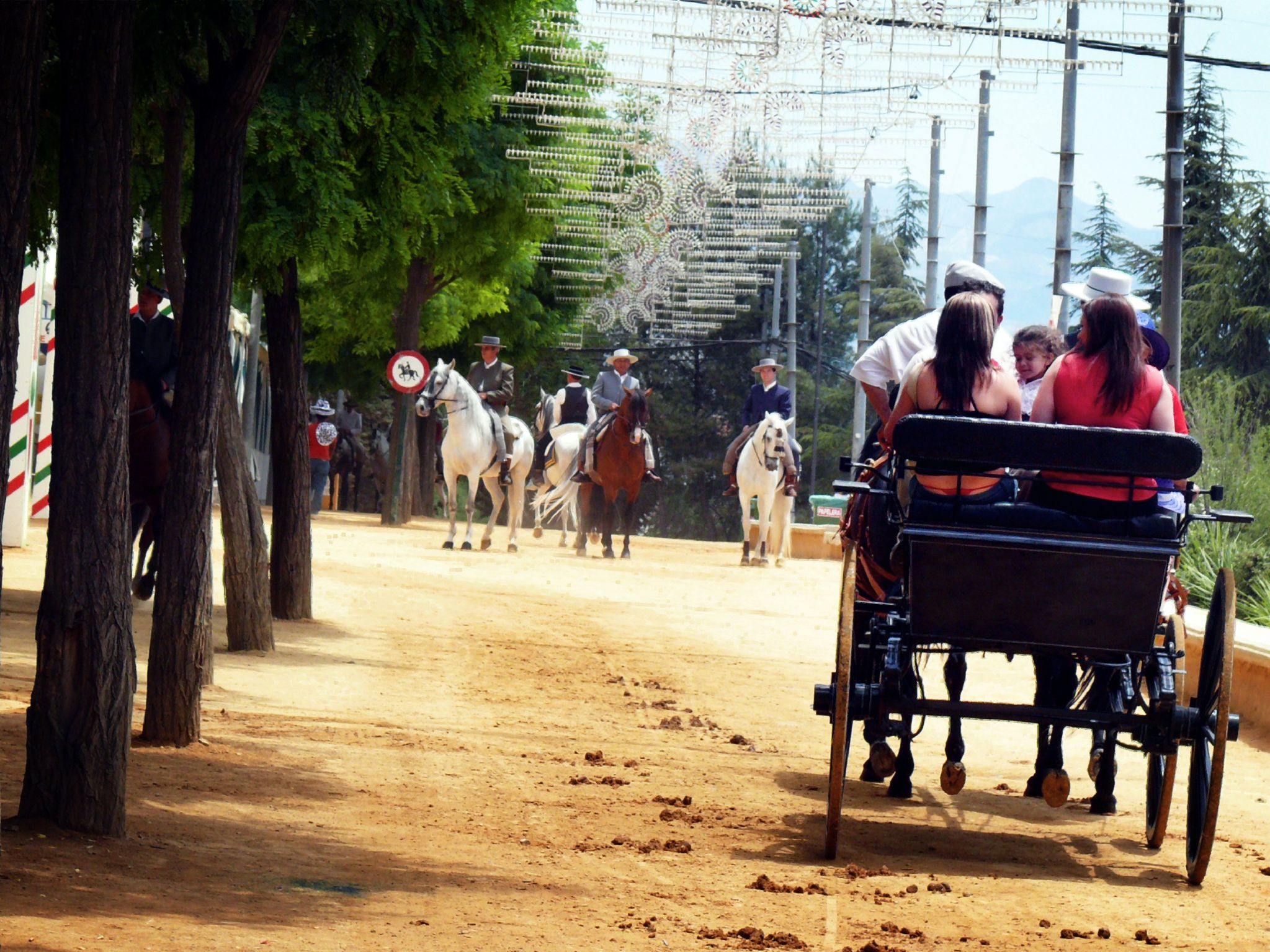
Paseo de Caballos por la Feria de Granada

Elementos profanos se mezclaban con la celebración religiosa para el regocijo del público. Bailes, música, gigantes, cabezudos y diablillos animaban las calles. Las danzas, justificadas por los teólogos como una reminiscencia del baile de David ante el Arca, eran especialmente populares.A lo largo de los siglos, la celebración del Corpus Christi en Granada ha ido evolucionando, adaptándose a los nuevos tiempos y manteniendo siempre su carácter festivo y popular. Hoy en día, la fiesta sigue siendo una de las más importantes de la ciudad, atrayendo a miles de visitantes que disfrutan de su rica tradición y colorido.

## Orígenes del Corpus Christi

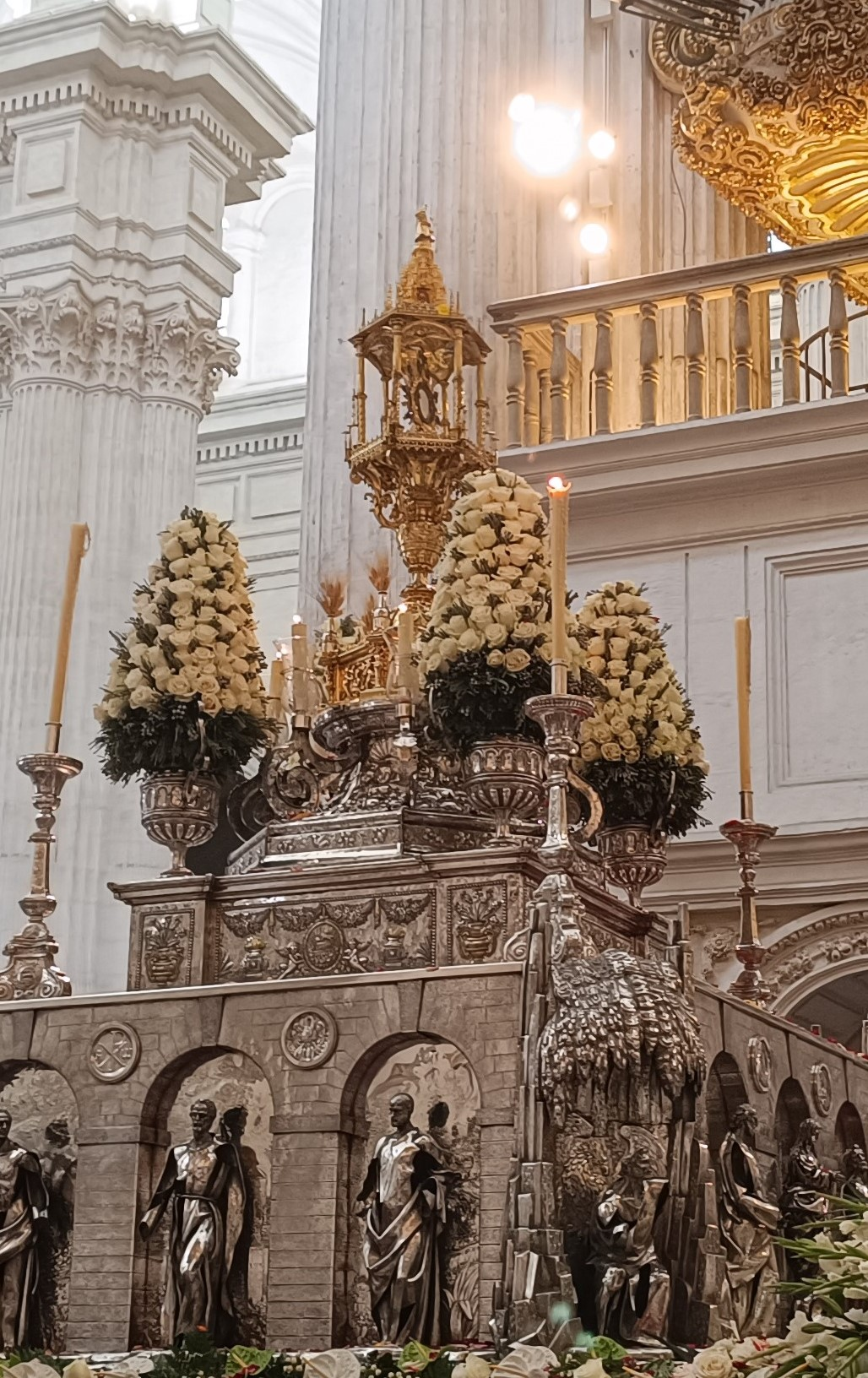
Custodia del Corpus Christi en la Catedral de Granada

### Corpus Christi: Celebrando la Presencia Real de Cristo en la Eucaristía[1]
El Corpus Christi, también conocida como la Solemnidad del Santísimo Cuerpo y Sangre de Cristo, es una festividad católica que celebra la presencia real y sustancial de Jesucristo en la Eucaristía. Este misterio central de la fe se basa en la creencia de que, durante la Consagración en la Misa, el pan y el vino se convierte, por un acto divino llamado transubstanciación, en el Cuerpo y la Sangre de Cristo. Las palabras que pronuncia el sacerdote en este momento crucial de la liturgia, "Este es Mi Cuerpo" y "Esta es Mi Sangre", son las mismas que usó Jesús en la Última Cena, instando a sus discípulos a repetir este acto en su memoria.

### Orígenes y evolución histórica del Corpus Christi
- 1208 Una visión impulsa la creación de una festividad: Juliana de Fosses, una monja agustina de Lieja (Bélgica), experimenta una visión que la lleva a promover la celebración del Corpus Christi, en honor al Cuerpo y Sangre de Cristo presentes en la Eucaristía.
- 1246 Nace la festividad en Lieja: El obispo de Lieja, Roberto de Torote, oficializa la celebración del Corpus Christi, estableciéndola para el Jueves siguiente a la octava de Pentecostés.
- 1263 La misa de Bolsena: En Bolsena (Italia), durante la celebración de la Eucaristía, la hostia consagrada sangra, lo que motiva la rápida expansión de la festividad.
- 1264 El Papa Urbano IV oficializa la celebración: Mediante la bula "Transiturus de hoc mundo", el Papa Urbano IV instaura el Corpus Christi como festividad universal en la Iglesia Católica. Santo Tomás de Aquino redacta los textos para la liturgia.

### Siglos posteriores: Expansión y evolución
En el Concilio de Vienne en 1311, Clemente V estableció normas para el cortejo procesional dentro de los templos. En 1316, Juan XXII introdujo la Octava de la fiesta del Corpus Christi con exposición del Santísimo Sacramento. El papa Nicolás V impulsó la festividad llevando la Hostia Santa por las calles de Roma en 1447. En muchos lugares, como en España, el Corpus Christi es una fiesta de gran importancia, como lo indica el dicho popular: "Tres jueves hay en el año que relucen más que el sol: Jueves Santo, Corpus Christi y el día de la Ascensión".

## La fiesta del Corpus Christi en la actualidad

### El corazón de la Feria del Corpus: Recinto ferial y el"alumbrao"
El Corpus Christi es la festividad más destacada de Granada, extendiéndose durante una semana con diversas celebraciones que inundan la ciudad. La feria de Granada es el epicentro de estas festividades, donde se pueden disfrutar de actuaciones flamencas, espectáculos de marionetas, feria taurina, pasacalles y la solemne procesión del Corpus Christi.
El ambiente festivo impregna las calles de la ciudad, especialmente en el centro, donde se adornan con farolillos y se instalan casetas, principalmente en la Plaza del Carmen y la Plaza Bib-Rambla. La ceremonia del "alumbrao", que marca el inicio de las festividades, se lleva a cabo en la Portada del Ferial en el barrio del Almanjáyar. A las 00:00h del primer día de feria, la portada del recinto ferial se ilumina con miles de luces de colores en un espectáculo pirotécnico que llena de alegría la ciudad.
Durante la semana de celebraciones, el ferial se convierte en el punto de encuentro, con casetas y atracciones para el disfrute de todos. La feria se puede disfrutar tanto de día como de noche, ofreciendo un ambiente festivo para todos los visitantes y lugareños por igual.

### La Plaza Birrambla: Escenario de las Carocas
La Plaza Bib-Rambla, corazón del centro histórico de Granada, se transforma en un escenario lleno de vida durante las fiestas del Corpus Christi, albergando las tradicionales "Carocas". Estas composiciones satíricas, con imágenes caprichosas y versos ingeniosos, sirven como plataforma para que los granadinos expresen sus opiniones sobre asuntos locales y nacionales, a menudo con un toque de humor y comentario social.

### Feria taurina
La Feria Taurina del Corpus Christi, también conocida como Feria del Corpus, es un ciclo de festejos taurinos que se celebran anualmente en la Plaza de Toros de Granada coincidiendo con la festividad del Corpus Christi.

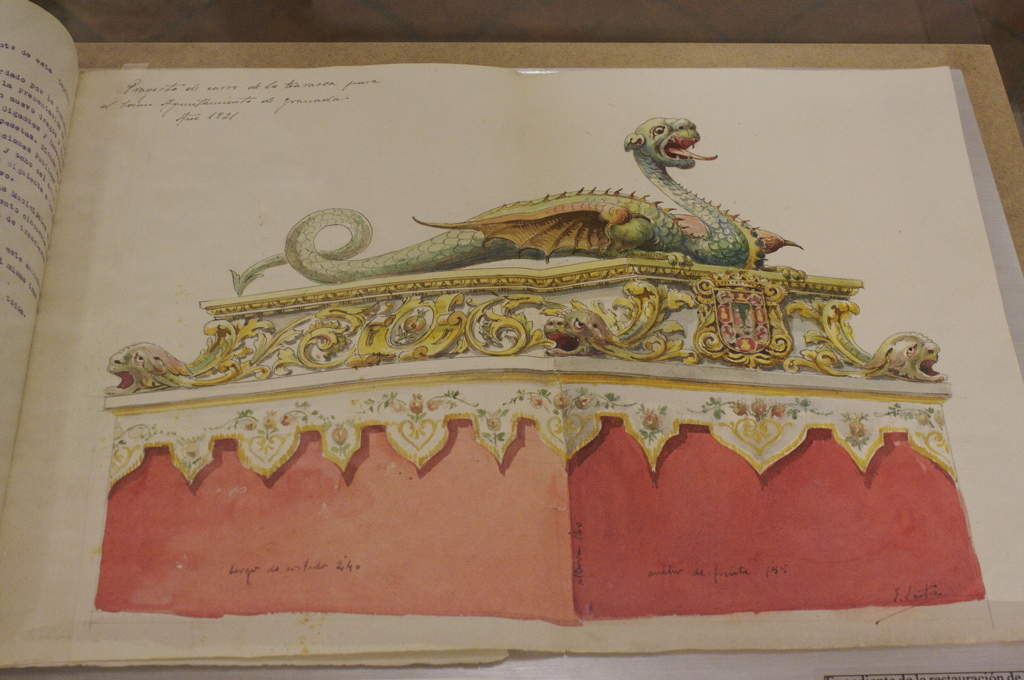
Ilustración del Dragón de la Tarasca de Granada

### La Tarasca de Granada
La Tarasca es “La Pública” del Corpus Christi es un pasacalles que sale el miércoles de feria (el miércoles anterior al Jueves Santo) llena de color y alegría las calles de la ciudad. Es el contrapunto pagano a la fiesta religiosa ya que está compuesto por la figura de una mujer a lomos de un dragón verde que parece rendido a sus pies.

#### Historia

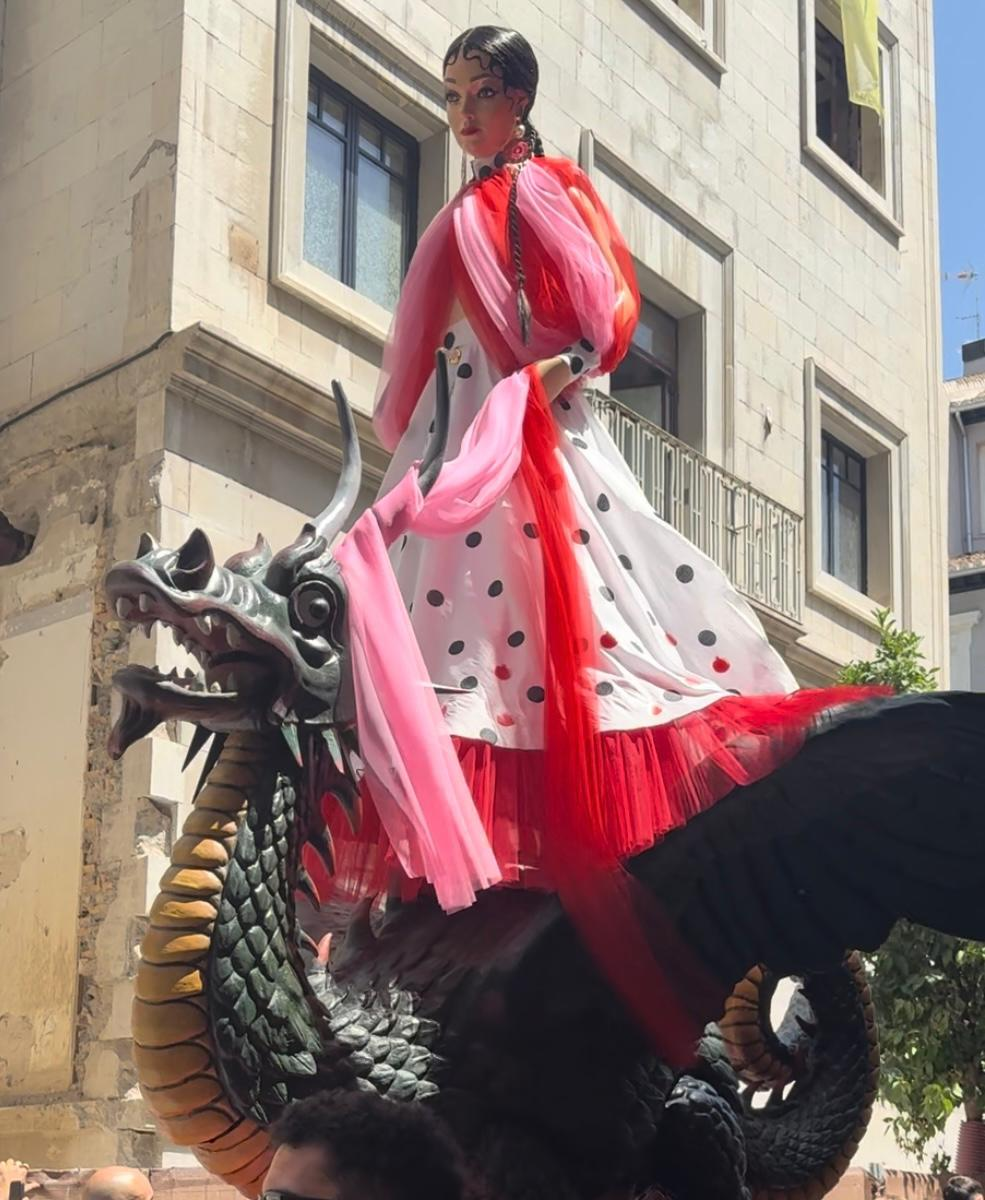
Tarasca de Granada por la ciudad

La Tarasca es una procesión arraigada en la ciudad de Granada desde hace siglos. En 1777, Carlos III prohibió el pasacalles para preservar la solemnidad de las ceremonias religiosas. Sin embargo, en 1882, la Tarasca resurgió impulsada por el deseo de promover el comercio local. Los comerciantes encargaron al escultor Francisco Morales González la creación de un maniquí de dos metros de altura con un brazo móvil que llevaba un dragón debajo. Este dragón procesionó hasta 1930, conservándose la cabeza, el cuello y las alas originales. El resto del cuerpo fue restaurado por Enrique Cabrera Heredia, restaurador municipal, basándose en un boceto de 1931.

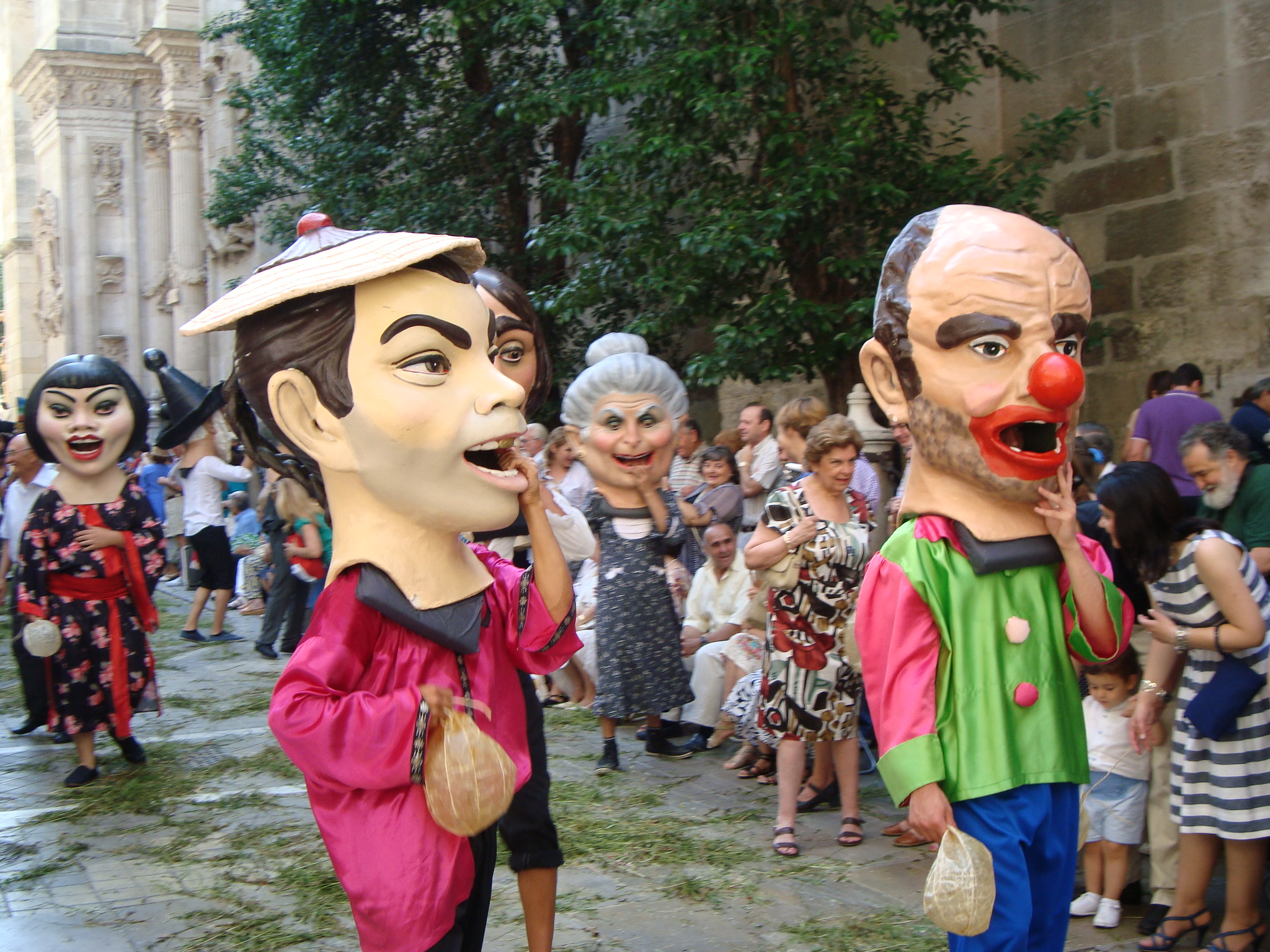
Cabezudos el miércoles de Corpus en Granada

#### La Tarasca en la actualidad
La Tarasca es un símbolo con historia, una figura femenina sobre un dragón verde, representa el triunfo del bien sobre el mal y se remonta a la leyenda de Santa Marta. Se dice que la santa venció a un feroz dragón que aterrorizaba a la población de Tarascón, Francia.
También es un símbolo de moda y tradición porque, cada año, la Tarasca granadina luce un vestido nuevo que marca las tendencias de moda para el año siguiente. El secreto de su vestimenta se guarda celosamente hasta el momento de la salida, generando gran expectación entre los granadinos.

Gigantes de la Feria de Granada

Acompañando a la Tarasca en su recorrido encontramos «cabezúos»  que representan a personajes populares de la ciudad y gigantes, que simbolizan a los Reyes Católicos y los últimos reyes nazaríes de Granada (Boabdil y Morayma). Bandas de música y charangas completan el desfile, creando un ambiente festivo. La Tarasca y sus acompañantes permanecen expuestos en el Ayuntamiento durante el resto de la semana, permitiendo a los ciudadanos admirarlos y, por supuesto, criticarlos. La frase "Vas vestida peor que la Tarasca" es un popular dicho granadino. La Tarasca sigue siendo una figura importante en las fiestas del Corpus Christi de Granada, aunque su simbolismo ha evolucionado con el tiempo. Hoy en día, es un símbolo de la tradición y la cultura granadina, y su vestido sigue siendo un referente de la moda local.

### Procesión del Corpus Christi
La procesión del Corpus Christi en Granada durante la era barroca era una celebración de gran esplendor, ilustrando la profunda fe religiosa de la época. Tanto el cabildo civil como el catedralicio invertían grandes sumas en su organización, demostrando así la importancia de esta conmemoración. No solo participaban los entes eclesiásticos, sino también gremios, órdenes religiosas, conventos, parroquias y figuras destacadas de la sociedad.

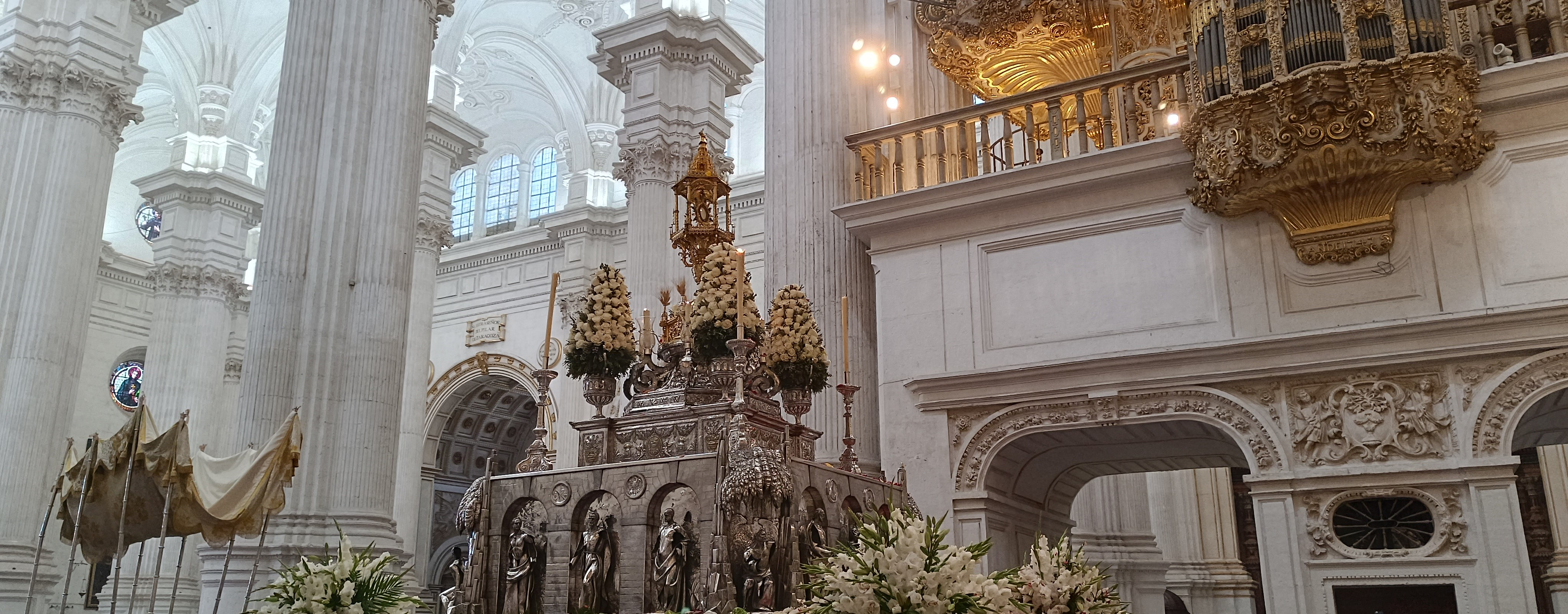
Custodia del Corpus Christi en la Catedral

El Jueves de feria marcaba el ápice de esta festividad en Granada, cuando el cortejo procesional, liderado por la Custodia del Corpus Christi de Granada, recorría las calles decoradas con plantas y toldos. Este desfile solemne contaba con la presencia de autoridades civiles y religiosas, representantes de hermandades y cofradías, así como niños vestidos para la ocasión, todos acompañando al Santísimo Sacramento en su recorrido por las calles. 
La custodia procesional original del Corpus Christi granadino fue un regalo de la reina Isabel la Católica. Es una custodia de templete de finales del siglo XV, de plata sobredorada, cincelada y repujada. Constituye uno de los tres cuerpos que conforman la actual custodia.
Aunque la tradición del Corpus Christi se incorporó tardíamente en Andalucía, en Granada adquirió un esplendor particular, con una compleja escenografía que destacaba la Custodia como pieza central. Sin embargo, esta tradición no estuvo exenta de disputas, especialmente en lo concerniente a la organización del cortejo. A pesar de ello, a lo largo de los siglos, la procesión ha perdurado como una manifestación viva y arraigada de fe y devoción en la ciudad.